# Brillia ogasaquinta
Brillia ogasaquinta är en tvåvingeart som beskrevs av Sasa och Suzuki 1997. Brillia ogasaquinta ingår i släktet Brillia och familjen fjädermyggor. Inga underarter finns listade i Catalogue of Life.